# Космос-1823
Космос-1823 је један од преко 2400 совјетских вјештачких сателита лансираних у оквиру програма Космос.
Космос-1823 је лансиран са космодрома Плесецк, СССР, 20. фебруара 1987. Ракета-носач Ф-2 је поставила сателит у орбиту око планете Земље. Маса сателита при лансирању је износила 700 килограма. Космос-1823 је био геодетски сателит.